# Clássico Go-Go
O Clássico Go-Go é uma partida de futebol entre dois dos  principais clubes da cidade de Goiânia, o Goiânia e o Goiás . Ao longo de sua história, os dois clubes mantiveram o antagonismo entre si. O primeiro encontro ocorreu em abril de 1944 e viu a vitória do Goiânia. O primeiro clássico oficial, também vencido pelo Goiânia, foi disputado em julho de 1944.
Os primeiros anos do clássico viu-se amplo domínio do Goiânia. De 1963 em diante , os clássicos foram equilibrados. Desde a década de 70 , o Goiás possui total domínio, com o Goiânia tendo vencido apenas dezenove clássicos (registrados) em competições oficiais desde então. Entre 1944 e 2025, de 226 confrontos, 96 foram vencidos pelo Goiás contra 74 pelo Goiânia. Após o rebaixamento do Goiânia para a divisão de acesso de 2008, nenhum clássico ocorreu durante 11 anos, retornando recentemente com menos força.
Os dois clubes compartilhavam o mesmo estádio desde 1943. Após a construção do Serra Dourada em 1975, passaram a disputar seus jogos em dois estádios (Olímpico e Serra). Recentemente, o clássico passou a ser bastante disputado na Serrinha.

## Antecedentes e origem
O Goiânia foi fundado oficialmente em 1938 —o clube existia desde 1936—, com o nome de Corinthians Goiano Futebol Clube. Já no início, o clube ganhou uma reputação enorme, chegando a causar medo no Atlético Clube Goianiense. Em 1939, mudou de nome para Goiânia, com apoio do sócio Pedro Ludovico Teixeira. O Goiânia era considerado o time da "velha elite", ligada ao funcionalismo público do Estado de Goiás e da cidade de Goiânia, apelidado pelos rivais de Chapa Branca. Dominou o cenário futebolístico goiano nas décadas de 30, 40 e 50.[carece de fontes?]
O primeiro treinador da história do Goiânia foi Carlos Barsi. O mesmo demitiu-se do cargo em 24 de maio de 1939. Futuramente, ele, seu irmão Lino e um amigo fundariam na calçada, embaixo de um poste, um clube de cores verde e branco, o Goiás Esporte Clube, ou como foi chamado na imprensa, Goiaz F. B. C..
O Goiás foi fundado pela "nova elite", representada pelos comerciantes (nas décadas de 1940, 1950 e 1960) e os industriais (nas décadas de 70, 80, 90 e 2000). Tornou-se uma potência na década de 70. Atualmente é a maior potência do futebol goiano.

## Comparativo entre os dois clubes

### Dados Gerais
| Assunto                                       | Goiânia Esporte Clube            | Goiás Esporte Clube  |
| --------------------------------------------- | -------------------------------- | -------------------- |
| Nome do clube em sua fundação                 | Corinhtians Goiano Futebol Clube | Goyaz Foot-Ball Club |
| Ano de fundação do clube                      | 1936 / 1938                      | 1943                 |
| Número de sócios                              | ?                                | ?                    |
| Capacidade do estádio                         | 12 055 espectadores              | 10 000 espectadores  |
| Número de temporadas no Campeonato Brasileiro | 4                                | 40                   |
| Melhor colocação na Série A                   | 28º                              | 3º                   |
| Pior colocação na Série A                     | 78º                              | 35º                  |

Dados atualizados: 30 de março de 2016.

## Títulos
| Goiânia E.C.                              | - | - | - | - | - | - | 1 | 14 | 3 | 2 | 20 |
| Goiás E.C.                                | - | 2 | - | - | - | 3 | - | 28 | - | - | 33 |
| Dados atualizados em 30 de março de 2016. |   |   |   |   |   |   |   |    |   |   |    |

### Quadro comparativo
Todos os títulos importantes dos dois clubes.
| Competições Nacionais          | Goiás | Goiânia |
| ------------------------------ | ----- | ------- |
| Brasileirão Série B            | 2     | 0       |
| Competições Regionais          | Goiás | Goiânia |
| Copa Centro-Oeste              | 3     | 1       |
| Competições Estaduais          | Goiás | Goiânia |
| Campeonato Goiano              | 28    | 14      |
| Campeonato Goiano- 2ª Divisão  | 0     | 2       |
| Super Campeonato Goiano        | 0     | 3       |
| Torneio Início                 | 7     | 8       |
| Copa Leonino Caiado de Futebol | 5     | 0       |
| Competições Municipais         | Goiás | Goiânia |
| Taça Cidade de Goiânia         | 0     | 2       |
| Citadino de Goiânia            | 0     | 4       |
| Citadino de Goiânia            | 0     | 2       |
| Total                          | 45    | 36      |

## Estatísticas
| Tipo                      | Competição                                     | Partidas | Vitórias do Goiânia | Empates | Vitórias do Goiás | Gols do Goiânia | Gols do Goiás |
| ------------------------- | ---------------------------------------------- | -------- | ------------------- | ------- | ----------------- | --------------- | ------------- |
| Nacionais                 | Campeonato Brasileiro                          | 4        | 0                   | 1       | 3                 | 4               | 10            |
| Nacionais                 | Série B                                        | 1        | 0                   | 1       | 0                 | 0               | 0             |
| Regionais                 | Copa Brasil Central                            | 2        | 0                   | 1       | 1                 | 1               | 2             |
| Estaduais                 | Campeonato Goiano/Goianiense                   | 155      | 38                  | 43      | 74                | 172             | 259           |
| Estaduais                 | Supercampeonato Goiano                         | 2        | 2                   | 0       | 0                 | 9               | 3             |
| Estaduais                 | Copa Leonino Caiado                            | 11       | 3                   | 1       | 7                 | 7               | 18            |
| Estaduais                 | Taça Cidade de Goiânia                         | 7        | 3                   | 2       | 2                 | 7               | 4             |
| Estaduais                 | Copa Goiás                                     | 2        | 1                   | 1       | 0                 | 2               | 1             |
| Estaduais                 | Torneio Octogonal Goiânia-Anápolis             | 1        | 0                   | 0       | 1                 | 2               | 3             |
| Estaduais                 | Torneio Octogonal Carlos Ribeiro do Nascimento | 1        | 1                   | 0       | 0                 | 3               | 2             |
| Estaduais                 | Seletiva para o Nacional                       | 3        | 0                   | 1       | 2                 | 1               | 3             |
| Estaduais                 | Torneio Incentivo                              | 1        | 0                   | 1       | 0                 | 1               | 1             |
| Estaduais                 | Taça Maguito Vilela                            | 2        | 1                   | 0       | 1                 | 3               | 2             |
| Total (partidas oficiais) | Total (partidas oficiais)                      | 192      | 49                  | 52      | 91                | 212             | 308           |

| Amistosos       | NP | VGoiânia | E | VGoiás | GoiâniaGols | GoiásGols |
| --------------- | -- | -------- | - | ------ | ----------- | --------- |
| Jogos amistosos | 34 | 25       | 4 | 5      | 70          | 30        |

### Nacionais

#### Campeonato Brasileiro
Fonte: 
| #  | Data                   | Estádio       | Casa  | Visitante | Placar | Gols (casa)                                   | Gols (visitante)                 |
| -- | ---------------------- | ------------- | ----- | --------- | ------ | --------------------------------------------- | -------------------------------- |
| 01 | 31 de agosto de 1975   | Serra Dourada | Goiás | Goiânia   | 3–1    | Píter (50'), Luiz Frazão (59'), Lincoln (90') | Ulisses (24')                    |
| 02 | 7 de setembro de 1976  | Serra Dourada | Goiás | Goiânia   | 3–0    |                                               | Lucinho (3'), Lincoln (52', 73') |
| 03 | 6 de novembro de 1977  | Serra Dourada | Goiás | Goiânia   | 1–1    | Pastoril (51')                                | Bill (79')                       |
| 04 | 14 de dezembro de 1977 | Serra Dourada | Goiás | Goiânia   | 3–2    | Pastoril (14', 48'), Lincoln (73')            | Bill (16'), Sidney (52')         |

Histórico Campeonato Brasileiro
| Vitórias do Goiânia | 0 |
| Empates             | 1 |
| Vitórias do Goiás   | 3 |
| Total               | 4 |

#### Série B
Fonte: 
| #  | Data               | Estádio       | Casa    | Visitante | Placar | Gols (casa) | Gols (visitante) |
| -- | ------------------ | ------------- | ------- | --------- | ------ | ----------- | ---------------- |
| 01 | 1 de março de 1980 | Serra Dourada | Goiânia | Goiás     | 0–0    |             |                  |

Histórico Série B
| Vitórias do Goiânia | 0 |
| Empates             | 1 |
| Vitórias do Goiás   | 0 |
| Total               | 1 |

### Regionais

#### Copa Brasil Central
Fonte: 
| #  | Data                  | Estádio  | Casa    | Visitante | Placar | Gols (casa)        | Gols (visitante) |
| -- | --------------------- | -------- | ------- | --------- | ------ | ------------------ | ---------------- |
| 01 | 12 de outubro de 1969 | Olímpico | Goiás   | Goiânia   | 1–0    | Tuíra (39')        |                  |
| 02 | 7 de dezembro de 1969 | Olímpico | Goiânia | Goiás     | 1–1    | Carlos Cunha (74') | Danilo (49')     |

Histórico Copa Brasil Central
| Vitórias do Goiânia | 0 |
| Empates             | 1 |
| Vitórias do Goiás   | 1 |
| Total               | 2 |

### Estaduais

#### Campeonato Goiano/Goianiense
Fonte: 
| #   | Data                     | Estádio       | Casa    | Visitante | Placar      | Gols (casa)                                                             | Gols (visitante)                                                                                            |
| --- | ------------------------ | ------------- | ------- | --------- | ----------- | ----------------------------------------------------------------------- | --- |
| 01  | 9 de julho de 1944       | Olímpico      | Goiânia | Goiás     | 1–0         | Navarra (49')                                                           | |
| 02  | 8 de abril de 1945       | Olímpico      | Goiânia | Goiás     | 3–3         | Mateba (?'), Alceu (?'), Ditinho (57')                                  | Solôbo (?', 10), Goiá (22')                                                                                 |
| 03  | 15 de julho de 1945      | Olímpico      | Goiás   | Goiânia   | 1–0         | ? (?')                                                                  | |
| 04  | 26 de agosto de 1945     | Olímpico      | Goiânia | Goiás     | 2–0         | Pequetito (44', 64')                                                    | |
| 05  | 14 de julho de 1946      | Olímpico      | Goiás   | Goiânia   | 1–5         | Baiano (?')                                                             | Navarra (?', ?'), Sílvio (?', ?'), Régulo (?')                                                              |
| 06  | 24 de novembro de 1946   | Olímpico      | Goiânia | Goiás     | 0–0         |                                                                         | |
| 07  | 25 de maio de 1947       | Olímpico      | Goiânia | Goiás     | 4–1         |                                                                         | |
| 08  | 5 de outubro de 1947     | Olímpico      | Goiás   | Goiânia   | 1–1         | Foca (?')                                                               | Mateba (45')                                                                                                |
| 09  | 26 de junho de 1948      | Olímpico      | Goiânia | Goiás     | 2–1         | Max (55'), Duduca (69')                                                 | Goiá (70')                                                                                                  |
| 10  | 3 de outubro de 1948     | Olímpico      | Goiás   | Goiânia   | 0–0         |                                                                         | |
| 11  | 29 de maio de 1949       | Olímpico      | Goiânia | Goiás     | 0–2         |                                                                         | Goiá (?'), Padaria (?')                                                                                     |
| 12  | 4 de setembro de 1949    | Olímpico      | Goiás   | Goiânia   | 2–4         | Baiano (22'), Foca (?')                                                 | Zezé (20', 43', 45'), Loló (80')                                                                            |
| 13  | 4 de junho de 1950       | Olímpico      | Goiânia | Goiás     | 2–0         | Foca (?', ?')                                                           | |
| 14  | 1 de novembro de 1950    | Olímpico      | Goiás   | Goiânia   | 0–2         |                                                                         | Elson Salsicha (?'), Turco (53')                                                                            |
| 15  | 2 de setembro de 1951    | Olímpico      | Goiânia | Goiás     | 3–1         | Foca (?', ?'), Elson Salsicha (?')                                      | Osmar (?')                                                                                                  |
| 16  | 9 de dezembro de 1951    | Olímpico      | Goiás   | Goiânia   | 2–0         | Vando (11'), Zé Luiz (72')                                              | |
| 17  | 13 de janeiro de 1952    | Olímpico      | Goiânia | Goiás     | 2–3         | João Preto (31'), Foca (33')                                            | Zé Luiz (26'), Vando (35'), Duduca (80')                                                                    |
| 18  | 20 de janeiro de 1952    | Olímpico      | Goiás   | Goiânia   | 0–0         |                                                                         | |
| 19  | 3 de agosto de 1952      | Olímpico      | Goiânia | Goiás     | 1–3         | Elson Salsicha (16')                                                    | Eudes (14'), Duduca (25', 35')                                                                              |
| 20  | 30 de novembro de 1952   | Olímpico      | Goiás   | Goiânia   | 1–3         | Duduca (86')                                                            | Elson Salsicha (3'), Foca (65', 84')                                                                        |
| 21  | 8 de março de 1953       | Olímpico      | Goiânia | Goiás     | 3–1         | Foca (21', 72'), Betinho (84')                                          | Eudes (44')                                                                                                 |
| 22  | 10 de maio de 1953       | Olímpico      | Goiás   | Goiânia   | 2–2         | Tomazinho (67', 89')                                                    | Foca (1'), João Preto (22')                                                                                 |
| 23  | 13 de setembro de 1953   | Olímpico      | Goiânia | Goiás     | 5–1         | Foca (?', 64', 80', 85'), Loló (?')                                     | Zé Luiz (18')                                                                                               |
| 24  | 7 de setembro de 1954    | Olímpico      | Goiás   | Goiânia   | 0–2         |                                                                         | Lili (32', 41')                                                                                             |
| 25  | 10 de maio de 1954       | Olímpico      | Goiânia | Goiás     | 1–1         | ? (?')                                                                  | Eudes (90')                                                                                                 |
| 26  | 24 de julho de 1955      | Olímpico      | Goiás   | Goiânia   | 0–0         |                                                                         | |
| 27  | 20 de novembro de 1955   | Olímpico      | Goiânia | Goiás     | 3–3         | João Preto (18'), Bagainha (36'), Cisquinho (81')                       | Leodolfo (?'), Baratinha (?), Eudes (49')                                                                   |
| 28  | 19 de agosto de 1956     | Olímpico      | Goiânia | Goiás     | 5–5         | Artur (?', ?', 63'), Elson Salsicha (18'), João Preto (25')             | Zé Luiz (?', ?', ?'), Caixão (25', 45')                                                                     |
| 29  | 17 de março de 1957      | Olímpico      | Goiás   | Goiânia   | 2–3         | Tão Segurado (31'), Ner Galan (38')                                     | Foca (53'), Elson Salsicha (54', 55')                                                                       |
| 30  | 18 de agosto de 1957     | Olímpico      | Goiânia | Goiás     | 4–3         | Artur (?', ?'), Foca (?'), Cisquinho (?')                               | Monteiro (?'), Caixão (?'), Tão Segurado (?')                                                               |
| 31  | 12/15 de janeiro de 1958 | Olímpico      | Goiás   | Goiânia   | 2–1         | Juracy (49'), Tão Segurado (82')                                        | Lailson (?')                                                                                                |
| 32  | 28 de setembro de 1958   | Olímpico      | Goiás   | Goiânia   | 1–2         |                                                                         | |
| 33  | 17 de janeiro de 1959    | Olímpico      | Goiânia | Goiás     | 4–2         | Lailson (13'), Lili (19', 21'), Elson Salsicha (53')                    | Baratinha (?'), Tão Segurado (80')                                                                          |
| 34  | 12 de julho de 1959      | Olímpico      | Goiás   | Goiânia   | 3–0         | Manoelzinho (43'), Tão Segurado (73'), Laércio (80')                    | |
| 35  | 3 de março de 1960       | Olímpico      | Goiás   | Goiânia   | 1–2         | Tão Segurado (?')                                                       | Clévio (?'), Lili (?')                                                                                      |
| 36  | 19 de março de 1960      | Olímpico      | Goiânia | Goiás     | 2–1         | Lailson (?'), Elson Salsicha (?')                                       | Caixeta (?')                                                                                                |
| 37  | 2 de julho de 1960       | Olímpico      | Goiânia | Goiás     | 3–0         |                                                                         | |
| 38  | 2 de outubro de 1960     | Olímpico      | Goiás   | Goiânia   | 1–3         |                                                                         | |
| 39  | 24 de setembro de 1961   | Olímpico      | Goiás   | Goiânia   | 0–2         |                                                                         | |
| 40  | 16 de dezembro de 1961   | Olímpico      | Goiânia | Goiás     | 3–1         |                                                                         | |
| 41  | 3 de março de 1963       | Olímpico      | Goiânia | Goiás     | 0–2         |                                                                         | Caixeta (?', ?')                                                                                            |
| 42  | 29 de janeiro de 1964    | Olímpico      | Goiânia | Goiás     | 2–2         |                                                                         | |
| 43  | 22 de julho de 1964      | Olímpico      | Goiás   | Goiânia   | 1–1         |                                                                         | |
| 44  | 4 de novembro de 1964    | Olímpico      | Goiânia | Goiás     | 2–2         |                                                                         | |
| 45  | 1 de agosto de 1965      | Olímpico      | Goiânia | Goiás     | 1–1         |                                                                         | |
| 46  | 31 de outubro de 1965    | Olímpico      | Goiás   | Goiânia   | 0–3         |                                                                         | |
| 47  | 27 de abril de 1966      | Olímpico      | Goiás   | Goiânia   | 2–1         |                                                                         | |
| 48  | 21 de agosto de 1966     | Olímpico      | Goiânia | Goiás     | 0–0         |                                                                         | |
| 49  | 10 de setembro de 1967   | Olímpico      | Goiás   | Goiânia   | 1–2         |                                                                         | |
| 50  | 14 de outubro de 1967    | Olímpico      | Goiânia | Goiás     | 1–2         |                                                                         | |
| 51  | 14 de julho de 1968      | Olímpico      | Goiás   | Goiânia   | 3–2         | Garrincha (?'), Macalé (?'), Afonso (?')                                | |
| 52  | 1 de dezembro de 1968    | Olímpico      | Goiânia | Goiás     | 0–0         |                                                                         | |
| 53  | 2 de março de 1969       | Olímpico      | Goiânia | Goiás     | 0–1         |                                                                         | |
| 54  | 2 de julho de 1969       | Olímpico      | Goiás   | Goiânia   | 1–1         |                                                                         | |
| 55  | 27 de agosto de 1970     | Olímpico      | Goiânia | Goiás     | 0–0         |                                                                         | |
| 56  | 29 de novembro de 1970   | Olímpico      | Goiás   | Goiânia   | 0–3         |                                                                         | |
| 57  | 2 de maio de 1971        | Olímpico      | Goiânia | Goiás     | 0–2         |                                                                         | Tuíra (26'), Reis (59')                                                                                     |
| 58  | 1 de agosto de 1971      | Olímpico      | Goiás   | Goiânia   | 2–1         | Tuíra (22'), Fernando (83')                                             | Lúcio (13')                                                                                                 |
| 59  | 18 de junho de 1972      | Olímpico      | Goiânia | Goiás     | 2–4         |                                                                         | |
| 60  | 10 de setembro de 1972   | Olímpico      | Goiás   | Goiânia   | 2–1         | Reis (61'), Ulisses (82')                                               | Marco Antônio (85')                                                                                         |
| 61  | 3 de junho de 1973       | Olímpico      | Goiás   | Goiânia   | 4–0         | Helinho (?'), Lincoln (?'), Luís Carlos (g. c. ?'), Paghetti (?')       | |
| 62  | 22 de julho de 1973      | Olímpico      | Goiânia | Goiás     | 1–0         |                                                                         | |
| 63  | 15 de setembro de 1974   | Olímpico      | Goiás   | Goiânia   | 1–1         | Paghetti (?')                                                           | |
| 64  | 13 de outubro de 1974    | Olímpico      | Goiás   | Goiânia   | 1–0         | Paghetti (?')                                                           | |
| 65  | 20 de novembro de 1974   | Olímpico      | Goiás   | Goiânia   | 0–1         |                                                                         | Marcelo (18')                                                                                               |
| 66  | 24 de novembro de 1974   | Olímpico      | Goiânia | Goiás     | 1–1         | Maurício (79')                                                          | Paghetti (34')                                                                                              |
| 67  | 20 de abril de 1975      | Serra Dourada | Goiânia | Goiás     | 0–2         |                                                                         | Tuíra (70'), Lincoln (77')                                                                                  |
| 68  | 27 de julho de 1975      | Serra Dourada | Goiás   | Goiânia   | 3–0         | Rinaldo (?'), Lucinho (?'), Lincoln (?')                                | |
| 69  | 10 de agosto de 1975     | Serra Dourada | Goiânia | Goiás     | 0–1         | Zé Maria (15')                                                          | |
| 70  | 14 de agosto de 1975     | Serra Dourada | Goiás   | Goiânia   | 0–0         |                                                                         | |
| 71  | 17 de agosto de 1975     | Serra Dourada | Goiás   | Goiânia   | 3–0         | Rinaldo (4'), Lincoln (25'), Luiz Frazão (71')                          | |
| 72  | 22 de fevereiro de 1976  | Serra Dourada | Goiânia | Goiás     | 2–2         | Bill (?', ?')                                                           | Lucinho (?'), Lincoln (?')                                                                                  |
| 73  | 6 de junho de 1976       | Serra Dourada | Goiás   | Goiânia   | 2–0         | Maisena (27'), Lucinho (52')                                            | |
| 74  | 15 de agosto de 1976     | Serra Dourada | Goiás   | Goiânia   | 1–0         | Lucinho (4')                                                            | |
| 75  | 15 de maio de 1977       | Serra Dourada | Goiânia | Goiás     | 0–0         |                                                                         | |
| 76  | 7 de agosto de 1977      | Serra Dourada | Goiás   | Goiânia   | 1–0         | Pastoril (21')                                                          | |
| 77  | 25 de setembro de 1977   | Serra Dourada | Goiânia | Goiás     | 1–0         | Bill (?')                                                               | |
| 78  | 20 de agosto de 1978     | Serra Dourada | Goiás   | Goiânia   | 1–0         | Rinaldo (80')                                                           | |
| 79  | 22 de outubro de 1978    | Serra Dourada | Goiás   | Goiânia   | 3–1         | Pastoril (?'), Rinaldo (?'), ? (?')                                     | Bill (?')                                                                                                   |
| 80  | 11 de março de 1979      | Serra Dourada | Goiânia | Goiás     | 1–0         |                                                                         | |
| 81  | 1 de abril de 1979       | Serra Dourada | Goiás   | Goiânia   | 4–0         | Marco Antônio (?'), Amado (?'), Tostão (?'), Zé Roberto (?')            | |
| 82  | 6 de julho de 1980       | Serra Dourada | Goiânia | Goiás     | 1–1         | Gildásio (?')                                                           | Luvanor (?')                                                                                                |
| 83  | 17 de agosto de 1980     | Serra Dourada | Goiás   | Goiânia   | 3–2         | Héber (5'), Luvanor (28'), Nonoca (52')                                 | Buana (18'), Gildásio (87')                                                                                 |
| 84  | 21 de setembro de 1980   | Serra Dourada | Goiânia | Goiás     | 2–1         | Zé Carlos (6'), Gildásio (89')                                          | Pastoril (55')                                                                                              |
| 85  | 5 de outubro de 1980     | Serra Dourada | Goiânia | Goiás     | 1–1         | Zé Carlos (5')                                                          | Héber (19')                                                                                                 |
| 86  | 24 de maio de 1981       | Serra Dourada | Goiás   | Goiânia   | 1–0         | Gildásio (40')                                                          | |
| 87  | 14 de junho de 1981      | Serra Dourada | Goiás   | Goiânia   | 1–0         | Gildásio (85')                                                          | |
| 88  | 12 de agosto de 1981     | Olímpico      | Goiás   | Goiânia   | 2–1         | Luvanor (?', ?')                                                        | Vavá (?')                                                                                                   |
| 89  | 21 de outubro de 1981    | Serra Dourada | Goiás   | Goiânia   | 0–0         |                                                                         | |
| 90  | 28 de março de 1982      | Serra Dourada | Goiás   | Goiânia   | 1–0         |                                                                         | |
| 91  | 20 de junho de 1982      | Serra Dourada | Goiânia | Goiás     | 2–1         |                                                                         | Washington (?')                                                                                             |
| 92  | 29 de agosto de 1982     | Serra Dourada | Goiás   | Goiânia   | 1–0         | Luvanor (59')                                                           | |
| 93  | 10 de outubro de 1982    | Serra Dourada | Goiás   | Goiânia   | 3–0         | Washington (59', 61'), Luvanor (70')                                    | |
| 94  | 29 de maio de 1983       | Serra Dourada | Goiás   | Goiânia   | 2–0         | Cacau (3'), Brás (89')                                                  | |
| 95  | 10 de julho de 1983      | Serra Dourada | Goiás   | Goiânia   | 0–0         |                                                                         | |
| 96  | 10 de agosto de 1983     | Serra Dourada | Goiânia | Goiás     | 2–1         |                                                                         | Cacau (?')                                                                                                  |
| 97  | 14 de agosto de 1983     | Serra Dourada | Goiás   | Goiânia   | 3–1         | Cacau (?'), Bill (?', ?')                                               | |
| 98  | 18 de setembro de 1983   | Serra Dourada | Goiânia | Goiás     | 0–0         |                                                                         | |
| 99  | 9 de outubro de 1983     | Serra Dourada | Goiás   | Goiânia   | 0–0         |                                                                         | |
| 100 | 19 de agosto de 1984     | Serra Dourada | Goiás   | Goiânia   | 0–1         |                                                                         | Rondinelli (30')                                                                                            |
| 101 | 30 de setembro de 1984   | S/D           | Goiânia | Goiás     | 1–0         |                                                                         | |
| 102 | 11 de novembro de 1984   | S/D           | Goiás   | Goiânia   | 2–0         | Paulo Sérgio Belote (?', ?')                                            | |
| 103 | 18 de novembro de 1984   | S/D           | Goiânia | Goiás     | 0–0         |                                                                         | |
| 104 | 6 de junho de 1985       | S/D           | Goiás   | Goiânia   | 1–1         |                                                                         | |
| 105 | 8 de setembro de 1985    | S/D           | Goiás   | Goiânia   | 2–1         |                                                                         | |
| 106 | 24 de outubro de 1985    | S/D           | Goiânia | Goiás     | 2–1         |                                                                         | |
| 107 | 13 de novembro de 1985   | S/D           | Goiânia | Goiás     | 0–0         |                                                                         | |
| 108 | 9 de março de 1986       | S/D           | Goiás   | Goiânia   | 2–1         | Joãozinho Paulista (?'), ? (?')                                         | |
| 109 | 11 de maio de 1986       | S/D           | Goiânia | Goiás     | 0–0         |                                                                         | |
| 110 | 12 de abril de 1987      | S/D           | Goiânia | Goiás     | 2–2         |                                                                         | Josué (?'), Palhinha (?')                                                                                   |
| 111 | 21 de junho de 1987      | S/D           | Goiás   | Goiânia   | 4–0         | Gomes (?', ?'), Walter (?'), Formiga (?)                                | |
| 112 | 19 de março de 1988      | S/D           | Goiás   | Goiânia   | 2–1         | Tiãozinho (?'), Néo (?')                                                | |
| 113 | 12 de junho de 1988      | S/D           | Goiás   | Goiânia   | 3–0         | Uidemar (?'), Túlio Maravilha (?'), ? (?')                              | |
| 114 | 15 de junho de 1988      | S/D           | Goiânia | Goiás     | 0–4         |                                                                         | Wallace (?'), Formiga(?'), Péricles (?', ?')                                                                |
| 115 | 18 de junho de 1988      | S/D           | Goiás   | Goiânia   | 2–0         | Niltinho (?'), Néo (?')                                                 | |
| 116 | 26 de março de 1989      | S/D           | Goiás   | Goiânia   | 4–0         | Niltinho (?'), Túlio Maravilha (?', ?'), Gomes (?')                     | |
| 117 | 18 de junho de 1989      | S/D           | Goiás   | Goiânia   | 1–1         | Wanderson (?')                                                          | |
| 118 | 9 de julho de 1989       | S/D           | Goiânia | Goiás     | 1–1         |                                                                         | Josué (?')                                                                                                  |
| 119 | 23 de agosto de 1989     | S/D           | Goiás   | Goiânia   | 1–1         | Carlos Magno (?')                                                       | |
| 120 | 28 de março de 1990      | Serra Dourada | Goiânia | Goiás     | 0–2         |                                                                         | Túlio Maravilha (?', ?')                                                                                    |
| 121 | 1 de abril de 1990       | Serra Dourada | Goiás   | Goiânia   | 2–0         | Túlio Maravilha (?'), Lira (?')                                         | |
| 122 | 15 de abril de 1990      | Serra Dourada | Goiás   | Goiânia   | 4–1         | Túlio Maravilha (?'), Agnaldo (?'), Benevan (?', ?')                    | Sacia (?')                                                                                                  |
| 123 | 6 de maio de 1990        | Serra Dourada | Goiás   | Goiânia   | 4–1         | Agnaldo (?'), Luvanor (?', ?'), Wallace (?')                            | Paulo César Jabuticaba (?')                                                                                 |
| 124 | 9 de maio de 1990        | Serra Dourada | Goiânia | Goiás     | 0–2         |                                                                         | Luvanor (?'), Jorge Batata (?')                                                                             |
| 125 | 12 de maio de 1990       | Serra Dourada | Goiás   | Goiânia   | 5–0         | Lira (?'), Agnaldo (?', ?', ?'), Benevan (?')                           | |
| 126 | 8 de setembro de 1991    | S/D           | Goiânia | Goiás     | 0–1         |                                                                         | Niltinho (?')                                                                                               |
| 127 | 17 de novembro de 1991   | S/D           | Goiás   | Goiânia   | 1–1         | Túlio Maravilha (?')                                                    | |
| 128 | 11 de abril de 1993      | S/D           | Goiânia | Goiás     | 0–2         |                                                                         | Estrela (?', ?')                                                                                            |
| 129 | 13 de junho de 1993      | S/D           | Goiás   | Goiânia   | 2–1         | Baltazar (?', ?')                                                       | |
| 130 | 1 de julho de 1993       | S/D           | Goiânia | Goiás     | 0–1         |                                                                         | |
| 131 | 4 de julho de 1993       | S/D           | Goiás   | Goiânia   | 0–2         |                                                                         | |
| 132 | 29 de janeiro de 1997    | S/D           | Goiás   | Goiânia   | 4–0         | Alex Dias (?'), Aloísio (?', ?'), Fernandão (?')                        | |
| 133 | 30 de março de 1997      | Serra Dourada | Goiânia | Goiás     | 0–1         |                                                                         | Túlio (?')                                                                                                  |
| 134 | 21 de fevereiro de 1999  | Olímpico      | Goiânia | Goiás     | 2–4         |                                                                         | Fernandão (?', ?', ?'), Fábio (?')                                                                          |
| 135 | 1 de maio de 1999        | S/D           | Goiás   | Goiânia   | 4–2         | Alex Dias (?', ?'), Araújo (?'), Aloísio (?')                           | |
| 136 | 18 de fevereiro de 2000  | S/D           | Goiânia | Goiás     | 1–3         |                                                                         | Marquinhos (?'), Dill (?'), Fábio (?')                                                                      |
| 137 | 30 de abril de 2000      | Serrinha      | Goiás   | Goiânia   | 6–1         | Marquinhos (?'), Fábio (?'), Fernandão (?'), Araújo (?'), Dill (?', ?') | |
| 138 | 4 de fevereiro de 2001   | S/D           | Goiânia | Goiás     | 3–1         |                                                                         | Dill (?')                                                                                                   |
| 139 | 9 de junho de 2002       | S/D           | Goiás   | Goiânia   | 7–2         | Araújo (?', ?'), Zé Carlos (?', ?'), Gustavo (?', ?'), Milton do Ó (?') | |
| 140 | 19 de janeiro de 2003    | Serra Dourada | Goiânia | Goiás     | 1–2         | Fabão (g. c. ?')                                                        | Tiago Fraga (?'), Fabão (?')                                                                                |
| 141 | 27 de janeiro de 2005    | Olímpico      | Goiânia | Goiás     | 2–4         |                                                                         | Jadílson (?'), Fábio (?'), Aldrovani (?'), Endrigo (?')                                                     |
| 142 | 12 de fevereiro de 2005  | Serrinha      | Goiás   | Goiânia   | 2–2         | Jadílson (?'), Paulo Baier (?')                                         | |
| 143 | 14 de janeiro de 2007    | Serrinha      | Goiás   | Goiânia   | 2–2         | Romerito (?'), Vítor (?')                                               | Tiano (?'), Danilo Dias (?')                                                                                |
| 144 | 7 de fevereiro de 2007   | Serra Dourada | Goiânia | Goiás     | 0–0         |                                                                         | |
| 145 | 20 de janeiro de 2019    | Serra Dourada | Goiânia | Goiás     | 0–3         |                                                                         | Michael (14'), Marlone (35', 83')                                                                           |
| 146 | 17 de fevereiro de 2019  | Serrinha      | Goiás   | Goiânia   | 2–1         | Leandro Barcia (58'), Giovanny Bariani (78')                            | Diego Fumaça (63')                                                                                          |
| 147 | 30 de março de 2019      | Olímpico      | Goiânia | Goiás     | 0–3         |                                                                         | Marlone (35'), Yago (52', 60')                                                                              |
| 148 | 6 de abril de 2019       | Serrinha      | Goiás   | Goiânia   | 3–1         | Brenner (13'), Renatinho (39'), Michael (90')                           | Du Gaia (82')                                                                                               |
| 149 | 12 de fevereiro de 2023  | Serrinha      | Goiás   | Goiânia   | 2–0         | Lucas Halter (6'), Vinícius (43')                                       | |
| 150 | 25 de fevereiro de 2023  | Serra Dourada | Goiânia | Goiás     | 3–8         | Assuério (41'), Nilsinho (48'), Wallace (74')                           | Nicolas (2', 82'), Lucas Halter (14'), Vinícius (51'), Kauan (56'), Bruno Melo (60', 65'), Philippe (90+3') |
| 151 | 5 de março de 2023       | Serrinha      | Goiás   | Goiânia   | 2–0         | Apodi (32'), Nicolas (81')                                              | |
| 152 | 18 de janeiro de 2024    | Serrinha      | Goiás   | Goiânia   | 1–0         | Breno Herculano (85')                                                   | |
| 153 | 2 de março de 2024       | Olímpico      | Goiânia | Goiás     | 0–0         |                                                                         | |
| 154 | 10 de março de 2024      | Serrinha      | Goiás   | Goiânia   | 1 (2)–1 (3) | Paulo Baya (28')                                                        | Gustavo Vintecinco (79')                                                                                    |
| 155 | 22 de janeiro de 2025    | Serrinha      | Goiás   | Goiânia   | 3–0         | Barceló (22', 40'), Rodrigo Andrade (79')                               | |

Histórico Campeonato Goiano/Goianiense
| Vitórias do Goiânia | 38  |
| Empates             | 43  |
| Vitórias do Goiás   | 74  |
| Total               | 155 |

#### Supercampeonato Goiano
Fonte: 
| #  | Data                   | Estádio  | Casa    | Visitante | Placar | Gols (casa)                  | Gols (visitante)                                                      |
| -- | ---------------------- | -------- | ------- | --------- | ------ | ---------------------------- | --------------------------------------------------------------------- |
| 01 | 28 de dezembro de 1952 | Olímpico | Goiás   | Goiânia   | 2–7    | Eudes (?'), Zé Luiz (?')     | Foca (?', ?', ?'), Elson Salsicha (?'), Betinho (?'), João Preto (?') |
| 02 | 31 de janeiro de 1953  | Olímpico | Goiânia | Goiás     | 2–1    | Cisquinho (?'), Betinho (?') | Eudes(?')                                                             |

#### Copa Leonino Caiado
Fonte: 
| #  | Data                    | Estádio       | Casa    | Visitante | Placar | Gols (casa)                            | Gols (visitante)                                          |
| -- | ----------------------- | ------------- | ------- | --------- | ------ | -------------------------------------- | --------------------------------------------------------- |
| 01 | 4 de março de 1972      | Olímpico      | Goiás   | Goiânia   | 1–0    |                                        |                                                           |
| 02 | 30 de abril de 1972     | Olímpico      | Goiânia | Goiás     | 1–4    | Curió (80')                            | Reis (16'), Tuíra (53'), Matinha (67'), Paulo (g. c. 86') |
| 03 | 4 de maio de 1972       | Olímpico      | Goiás   | Goiânia   | 1–0    | Helinho (?')                           |                                                           |
| 04 | 7 de maio de 1972       | Olímpico      | Goiânia | Goiás     | 1–0    | Geraldino (?')                         |                                                           |
| 05 | 9 de maio de 1972       | Olímpico      | Goiânia | Goiás     | 0–2    |                                        | Matinha (?'), Helinho (?')                                |
| 05 | 21 de fevereiro de 1973 | Olímpico      | Goiás   | Goiânia   | 0–0    |                                        |                                                           |
| 06 | 11 de março de 1973     | Olímpico      | Goiânia | Goiás     | 2–3    |                                        | Lincoln (?'), Chico (?'), Adalberto (?')                  |
| 07 | 29 de janeiro de 1975   | Olímpico      | Goiás   | Goiânia   | 5–0    | Lincoln (?', ?'), Lucinho (?', ?', ?') |                                                           |
| 08 | 5 de fevereiro de 1977  | Serra Dourada | Goiânia | Goiás     | 0–1    |                                        | Rinaldo (18')                                             |
| 09 | 17 de março de 1977     | Serra Dourada | Goiás   | Goiânia   | 0–1    |                                        | Bill (65')                                                |
| 10 | 29 de agosto de 1979    | Serra Dourada | Goiânia | Goiás     | 2–1    |                                        |                                                           |

#### Taça Cidade de Goiânia
Fonte: 
| #  | Data                   | Estádio       | Casa    | Visitante | Placar | Gols (casa) | Gols (visitante) |
| -- | ---------------------- | ------------- | ------- | --------- | ------ | ----------- | ---------------- |
| 01 | 6 de maio de 1961      | Olímpico      | Goiânia | Goiás     | 4–0    |             |                  |
| 02 | 17 de março de 1965    | Olímpico      | Goiânia | Goiás     | 0–2    |             |                  |
| 03 | 7 de novembro de 1971  | Olímpico      | Goiânia | Goiás     | 0–0    |             |                  |
| 04 | 28 de novembro de 1971 | Olímpico      | Goiás   | Goiânia   | 0–1    |             |                  |
| 05 | 8 de novembro de 1972  | Olímpico      | Goiânia | Goiás     | 0–0    |             |                  |
| 06 | 3 de dezembro de 1972  | Olímpico      | Goiás   | Goiânia   | 0–1    |             |                  |
| 07 | 30 de abril de 1980    | Serra Dourada | Goiás   | Goiânia   | 2–1    |             |                  |

#### Copa Goiás
Fonte: 
| #  | Data                    | Estádio  | Casa    | Visitante | Placar | Gols (casa) | Gols (visitante)   |
| -- | ----------------------- | -------- | ------- | --------- | ------ | ----------- | ------------------ |
| 01 | 25 de fevereiro de 1971 | Olímpico | Goiânia | Goiás     | 1–1    |             |                    |
| 02 | 28 de março de 1971     | Olímpico | Goiás   | Goiânia   | 0–1    |             | Carlos Ramos (15') |

#### Torneio Octogonal Goiânia-Anápolis
Fonte: 
| #  | Data                  | Estádio  | Casa    | Visitante | Placar | Gols (casa)                    | Gols (visitante)                      |
| -- | --------------------- | -------- | ------- | --------- | ------ | ------------------------------ | ------------------------------------- |
| 01 | 21 de janeiro de 1961 | Olímpico | Goiânia | Goiás     | 2–3    | Lailson (42'), Cisquinho (72') | Manoelzinho (21'), Zé Preto (25', ?') |

#### Torneio Octogonal Carlos Ribeiro do Nascimento
Fonte: 
| #  | Data                  | Estádio  | Casa    | Visitante | Placar | Gols (casa) | Gols (visitante) |
| -- | --------------------- | -------- | ------- | --------- | ------ | ----------- | ---------------- |
| 01 | 21 de janeiro de 1966 | Olímpico | Goiânia | Goiás     | 3–2    |             |                  |

#### Seletiva para o Campeonato Brasileiro
Fonte: 
| #  | Data                 | Estádio       | Casa    | Visitante | Placar | Gols (casa)                | Gols (visitante) |
| -- | -------------------- | ------------- | ------- | --------- | ------ | -------------------------- | ---------------- |
| 01 | 30 de junho de 1976  | Serra Dourada | Goiás   | Goiânia   | 2–1    | Lucinho (?'), Rinaldo (?') | Héber (?')       |
| 02 | 11 de julho de 1976  | Serra Dourada | Goiânia | Goiás     | 0–0    |                            |                  |
| 03 | 9 de outubro de 1977 | Serra Dourada | Goiás   | Goiânia   | 1–0    | Pastoril (4')              |                  |

#### Torneio Incentivo
Fonte: 
| #  | Data                   | Estádio       | Casa    | Visitante | Placar | Gols (casa) | Gols (visitante) |
| -- | ---------------------- | ------------- | ------- | --------- | ------ | ----------- | ---------------- |
| 01 | 21 de setembro de 1976 | Serra Dourada | Goiânia | Goiás     | 1–1    |             |                  |

#### Taça Maguito Vilela
Fonte: 
| #  | Data                   | Estádio | Casa    | Visitante | Placar | Gols (casa)     | Gols (visitante) |
| -- | ---------------------- | ------- | ------- | --------- | ------ | --------------- | ---------------- |
| 01 | 16 de novembro de 1997 | S/D     | Goiânia | Goiás     | 2–0    |                 |                  |
| 02 | 4 de dezembro de 1997  | S/D     | Goiás   | Goiânia   | 2–1    | Araújo (?', ?') |                  |

Histórico Outros torneios estaduais oficiais
| Vitórias do Goiânia | 11 |
| Empates             | 6  |
| Vitórias do Goiás   | 13 |
| Total               | 30 |

### Amistosos
Fonte: 

#### Partidas amistosas
| #  | Data                   | Estádio                  | Casa    | Visitante | Placar | Gols (casa)                          | Gols (visitante)      |
| -- | ---------------------- | ------------------------ | ------- | --------- | ------ | ------------------------------------ | --------------------- |
| 01 | 2 de abril de 1944     | Olímpico                 | Goiânia | Goiás     | ?–?    |                                      |                       |
| 02 | 22 de dezembro de 1946 | Olímpico                 | Goiânia | Goiás     | 3–1    | Régulo (?'), Loló (?'), Navarra (?') | Duduca (?')           |
| 03 | 6 de junho de 1948     | Olímpico                 | Goiânia | Goiás     | 1–0    | Régulo (?')                          |                       |
| 04 | 16 de abril de 1950    | Olímpico                 | Goiânia | Goiás     | 2–0    | Tó (?'), ? (?')                      |                       |
| 05 | 15 de abril de 1951    | Olímpico                 | Goiânia | Goiás     | 1–0    | João Preto (6')                      |                       |
| 06 | 5 de agosto de 1962    | Olímpico                 | Goiânia | Goiás     | 3–3    |                                      |                       |
| 07 | 24 de maio de 1963     | Olímpico                 | Goiânia | Goiás     | 4–2    |                                      |                       |
| 08 | 5 de março de 1964     | Olímpico                 | Goiânia | Goiás     | 2–1    |                                      |                       |
| 09 | 5 de março de 1966     | Olímpico                 | Goiás   | Goiânia   | 0–1    |                                      |                       |
| 10 | 10 de novembro de 1970 | Valdeir José de Oliveira | Goiânia | Goiás     | 4–2    |                                      |                       |
| 11 | 2 de fevereiro de 1972 | Olímpico                 | Goiás   | Goiânia   | 4–3    | Tuíra (10', 37', 56'), Renê (23')    | Lúcio (11', 78', 84') |
| 12 | 15 de março de 1972    | Olímpico                 | Goiânia | Goiás     | 2–0    | Líbano (14'), Curió (45')            |                       |
| 13 | 16 de janeiro de 1977  | Serra Dourada            | Goiânia | Goiás     | 1–1    | Héber (49')                          | Rubinho (17')         |

#### Taça Geraldo Alfaiate
| #  | Data                  | Estádio  | Casa    | Visitante | Placar | Gols (casa)                  | Gols (visitante)                               |
| -- | --------------------- | -------- | ------- | --------- | ------ | ---------------------------- | ---------------------------------------------- |
| 01 | 29 de outubro de 1944 | Olímpico | Goiânia | Goiás     | 3–0    | Badala (38', 40'), Gil (60') |                                                |
| 02 | 3 de dezembro de 1944 | Olímpico | Goiás   | Goiânia   | 2–4    | Washington (?'), Quelé (60') | Célio Bizzoto (3'), Gil (5', 8'), Mateba (40') |

#### Taça Irani Ferreira
| #  | Data                    | Estádio  | Casa    | Visitante | Placar | Gols (casa)                              | Gols (visitante)                                |
| -- | ----------------------- | -------- | ------- | --------- | ------ | ---------------------------------------- | ----------------------------------------------- |
| 01 | 1947                    | Olímpico | Goiânia | Goiás     | ?–?    |                                          |                                                 |
| 02 | 29 de fevereiro de 1948 | Olímpico | Goiânia | Goiás     | 4–1    | Duduca (27', 65'), Bagaia (?'), Tó (70') | Geraldo (43')                                   |
| 03 | 15 de março de 1948     | Olímpico | Goiânia | Goiás     | 1–5    | Bela Vista (87')                         | Goiá (6'), Didiu (40', 47', 77'), Padaria (54') |

#### Torneio Preto-Tarzan
| #  | Data                   | Estádio  | Casa    | Visitante | Placar | Gols (casa) | Gols (visitante)                                     |
| -- | ---------------------- | -------- | ------- | --------- | ------ | ----------- | ---------------------------------------------------- |
| 01 | 9 de fevereiro de 1958 | Olímpico | Goiás   | Goiânia   | 0–4    |             | Elson Salsicha (53', 84'), Foca (54'), Lailson (81') |
| 02 | 1 de março de 1958     | Olímpico | Goiânia | Goiás     | 1–0    | Iris (73')  |                                                      |

#### Torneio Regulo Macedo Júnior
| #  | Data                  | Estádio  | Casa    | Visitante | Placar | Gols (casa)                  | Gols (visitante)  |
| -- | --------------------- | -------- | ------- | --------- | ------ | ---------------------------- | ----------------- |
| 01 | 21 de janeiro de 1960 | Olímpico | Goiânia | Goiás     | 2–1    | Taxinha (17'), Lailson (66') | Manoelzinho (87') |

#### Torneio Trio de Ferro
| #  | Data                | Estádio  | Casa  | Visitante | Placar | Gols (casa) | Gols (visitante) |
| -- | ------------------- | -------- | ----- | --------- | ------ | ----------- | ---------------- |
| 01 | 27 de abril de 1963 | Olímpico | Goiás | Goiânia   | 0–4    |             |                  |

#### Torneio Iris Rezende
| #  | Data                | Estádio  | Casa  | Visitante | Placar | Gols (casa) | Gols (visitante) |
| -- | ------------------- | -------- | ----- | --------- | ------ | ----------- | ---------------- |
| 01 | 9 de agosto de 1964 | Olímpico | Goiás | Goiânia   | 1–3    |             |                  |

#### Taça Cidade de Campinas
| #  | Data                | Estádio         | Casa    | Visitante | Placar | Gols (casa) | Gols (visitante) |
| -- | ------------------- | --------------- | ------- | --------- | ------ | ----------- | ---------------- |
| 01 | 12 de março de 1966 | Antônio Accioly | Goiânia | Goiás     | 4–1    |             |                  |

#### Torneio Luiz Gonzaga Mascarenhas
| #  | Data                   | Estádio  | Casa    | Visitante | Placar | Gols (casa) | Gols (visitante) |
| -- | ---------------------- | -------- | ------- | --------- | ------ | ----------- | ---------------- |
| 01 | 15 de dezembro de 1968 | Olímpico | Goiânia | Goiás     | 0–1    |             |                  |

#### Troféu Torcida do Tigre
| #  | Data                 | Estádio  | Casa    | Visitante | Placar | Gols (casa) | Gols (visitante) |
| -- | -------------------- | -------- | ------- | --------- | ------ | ----------- | ---------------- |
| 01 | 17 de agosto de 1969 | Olímpico | Goiânia | Goiás     | 4–0    |             |                  |

#### Torneio Thomaz Mazzoni
| #  | Data                | Estádio  | Casa    | Visitante | Placar | Gols (casa)                      | Gols (visitante) |
| -- | ------------------- | -------- | ------- | --------- | ------ | -------------------------------- | ---------------- |
| 01 | 22 de março de 1970 | Olímpico | Goiânia | Goiás     | 2–0    | Carlos Ramos (61'), Alírio (71') |                  |
| 02 | 6 de maio de 1970   | Olímpico | Goiás   | Goiânia   | 1–0    |                                  |                  |
| 03 | 27 de maio de 1970  | Olímpico | Goiânia | Goiás     | 0–0    |                                  |                  |
| 04 | 30 de maio de 1970  | Olímpico | Goiânia | Goiás     | 2–1    | Alírio (33'), Alexandre (82')    | Sinval (52')     |

#### Torneio Otavio Lage Siqueira
| #  | Data                    | Estádio       | Casa  | Visitante | Placar | Gols (casa)      | Gols (visitante)     |
| -- | ----------------------- | ------------- | ----- | --------- | ------ | ---------------- | -------------------- |
| 01 | 12 de fevereiro de 1978 | Serra Dourada | Goiás | Goiânia   | 1–2    | Valdir Lima (?') | Héber (?'), Mug (?') |

#### Torneio Renê Pompeu de Lima
| #  | Data                   | Estádio       | Casa  | Visitante | Placar | Gols (casa) | Gols (visitante) |
| -- | ---------------------- | ------------- | ----- | --------- | ------ | ----------- | ---------------- |
| 01 | 14 de dezembro de 1978 | Serra Dourada | Goiás | Goiânia   | 2–1    |             |                  |

#### Torneio Adjair Lima
| #  | Data                   | Estádio       | Casa  | Visitante | Placar | Gols (casa) | Gols (visitante) |
| -- | ---------------------- | ------------- | ----- | --------- | ------ | ----------- | ---------------- |
| 01 | 3 de fevereiro de 1980 | Serra Dourada | Goiás | Goiânia   | 0–0    |             |                  |

#### Torneio Luiz Miguel Estevão de Oliveira
| #  | Data                   | Estádio  | Casa    | Visitante | Placar | Gols (casa) | Gols (visitante) |
| -- | ---------------------- | -------- | ------- | --------- | ------ | ----------- | ---------------- |
| 01 | 2 de fevereiro de 1986 | Olímpico | Goiânia | Goiás     | 1–0    |             |                  |

Histórico Amistosos
| Vitórias do Goiânia | 25 |
| Empates             | 4  |
| Vitórias do Goiás   | 5  |
| Total               | 34 |

### Jogos não contabilizados

#### Torneio Início
| #  | Data | Estádio  | Casa    | Visitante | Placar      | Gols (casa)         | Gols (visitante) |
| -- | ---- | -------- | ------- | --------- | ----------- | ------------------- | ---------------- |
| 01 | 1948 | Olímpico | Goiás   | Goiânia   | 3–1         |                     |                  |
| 02 | 1951 | Olímpico | Goiânia | Goiás     | 0 (?)–0 (?) |                     |                  |
| 03 | 1952 | Olímpico | Goiânia | Goiás     | 1–0         | Elson Salsicha (?') |                  |
| 04 | 1955 | Olímpico | Goiás   | Goiânia   | 1–0         |                     |                  |
| 05 | 1966 | Olímpico | Goiás   | Goiânia   | 0 (?)–0 (?) |                     |                  |
| 06 | 1968 | Olímpico | Goiás   | Goiânia   | 0 (?)–0 (?) |                     |                  |
| 07 | 1974 | Olímpico | Goiás   | Goiânia   | 1–0         |                     |                  |

#### Cancelados
| #  | Data | Estádio  | Casa  | Visitante | Placar | Gols (casa) | Gols (visitante) |
| -- | ---- | -------- | ----- | --------- | ------ | ----------- | ---------------- |
| 01 | 1943 | Olímpico | Goiás | Goiânia   | –      |             |                  |

#### Jogos-treinos
| #  | Data             | Estádio          | Casa  | Visitante | Placar | Gols (casa)                         | Gols (visitante) |
| -- | ---------------- | ---------------- | ----- | --------- | ------ | ----------------------------------- | ---------------- |
| 01 | 26 de julho 2022 | CT Edmo Pinheiro | Goiás | Goiânia   | 2–0    | Renato Júnior(?'), Pedro Bahia (?') |                  |